# Лиманський район (Росія)
Лима́нський райо́н — адміністративна одиниця Росії, Астраханська область. У районі 1 міське, 15 сільських поселень, всього — 28 населених пунктів.
| Росія | Це незавершена стаття з географії Росії. Ви можете допомогти проєкту, виправивши або дописавши її. |